# Nürnberger Schere

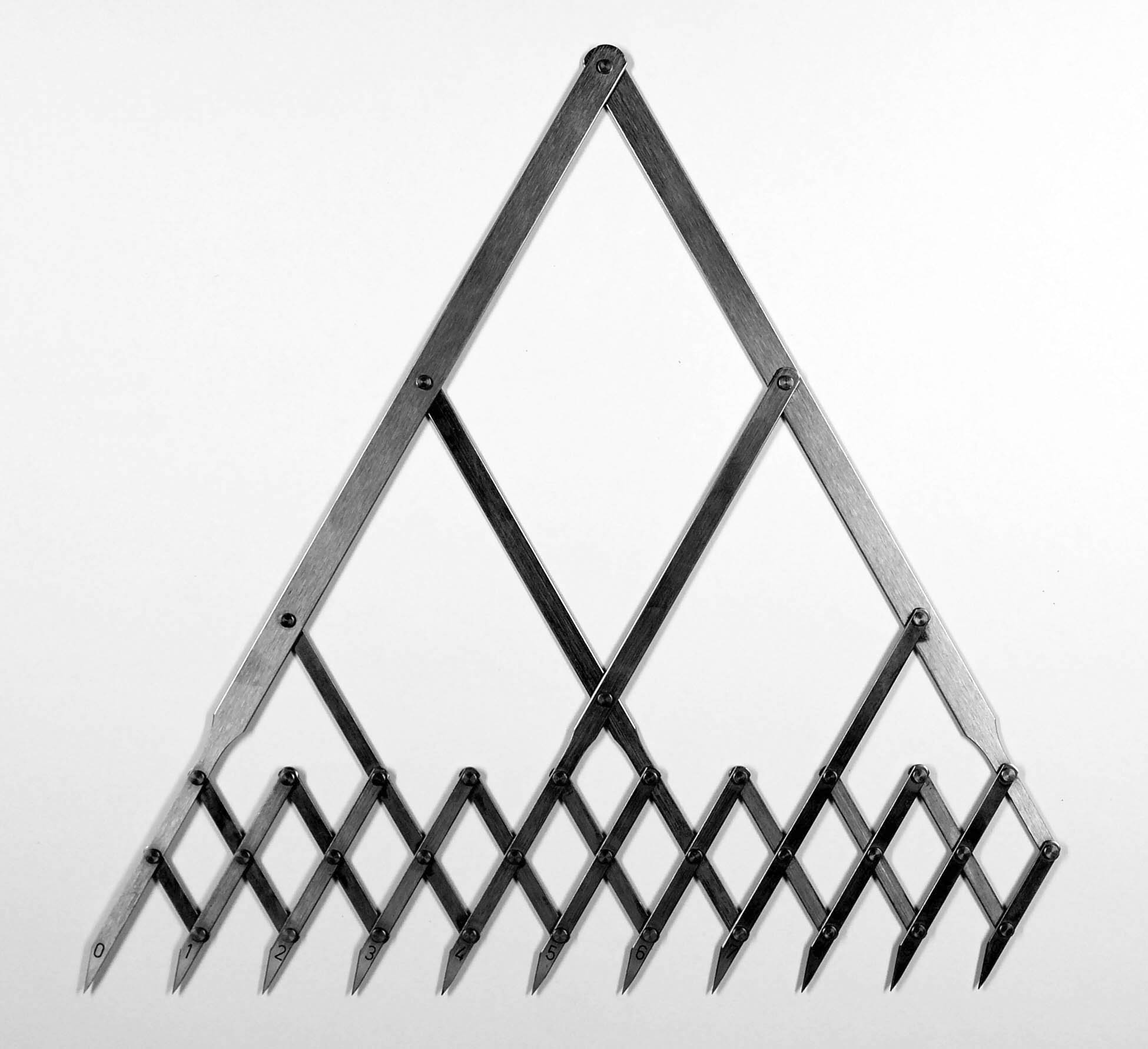
Streckenteiler nach dem Prinzip der Nürnberger Schere

Die Nürnberger Schere (englisch auch als lazy-tongs bezeichnet) ist eine Gelenkkette, die aus mehreren gekreuzten Stäben (Scherenhebeln) besteht.
Nürnberger Schere nannte man auch ein früher sehr beliebtes Kinderspielzeug. Basierend auf diesem Prinzip werden noch heute Hebetische und -plattformen gebaut, beispielsweise für Fertigungsstraßen und Luftfrachtabfertigung.

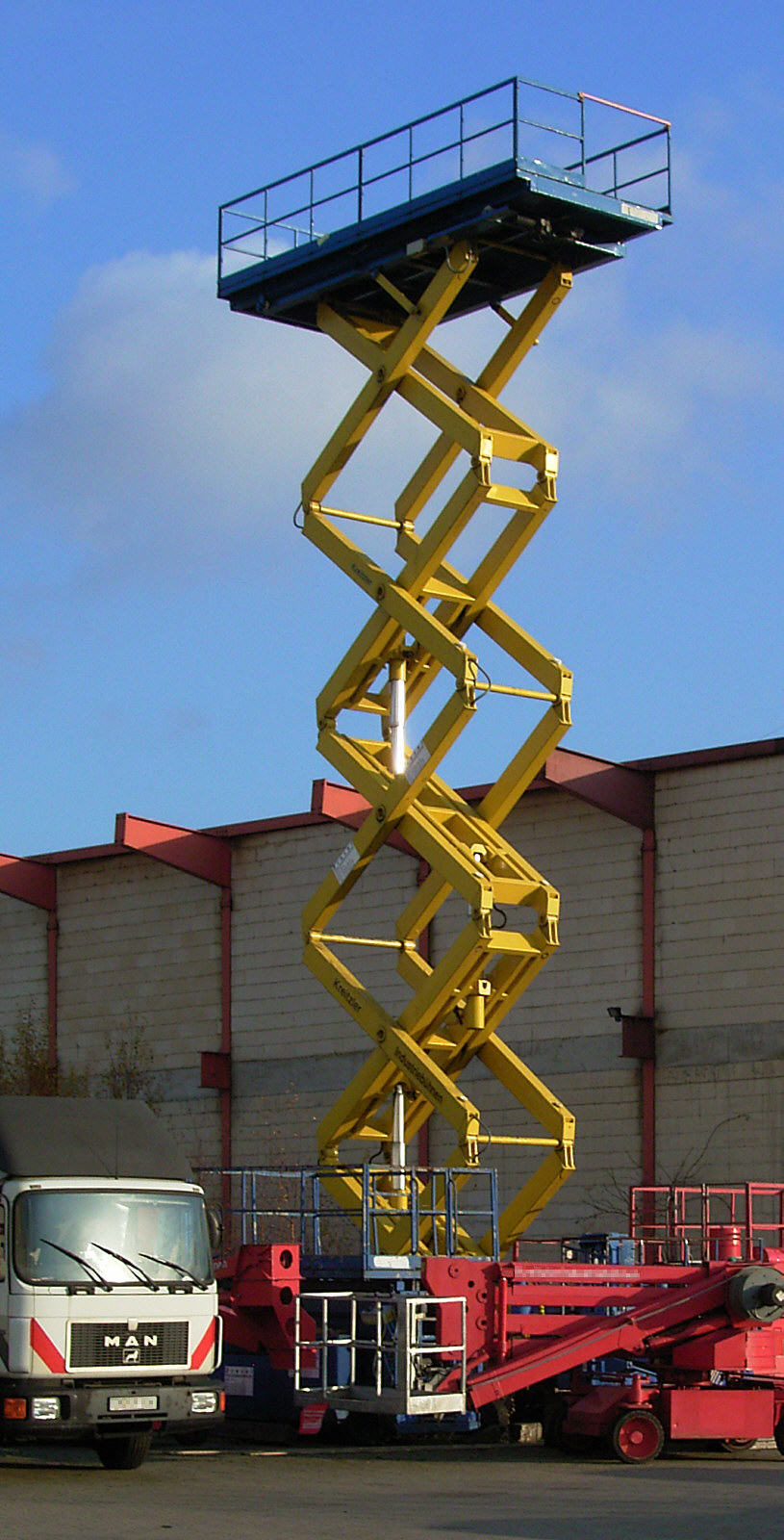
Hebebühne

Der deutsche Mathematiker Eduard Selling (1834–1920 in München) konstruierte eine Rechenmaschine nach dem Prinzip der Nürnberger Schere. Er entwickelte als Experte der Versicherungsmathematik Modelle, mit denen das Pensionswesen in Bayern neu geordnet wurde, und setzte hierfür seine Rechenmaschine ein. Sie wurde 1893 auf der Weltausstellung in Chicago als erste Multiplikationsmaschine prämiert. Es existieren noch verschiedene Exemplare seiner Maschine in Museen. Praktische Bedeutung erlangte die kompliziert zu bedienende Maschine allerdings nicht.
Bemerkenswert ist auch, dass in vielen Zeichentrickfilmen bei Kuckucksuhren der Kuckuck an einer Streckschere aus der Uhr herausschnellt, während dies bei realen Kuckucksuhren in der Regel nicht der Fall ist.

## Kulturelle Bedeutung
Die Streckschere ist ein Requisit zahlreicher Faschingsvereine.